# خطوط سوبارنا الجوية
خطوط سوبارنا الجوية، المعروفة بالصينية باسم Jinpeng (الصينية 金鹏航空)، هي شركة طيران مقرها في الصين. كانت تعرف سابقًا باسم Yangtze River Express ثم لاحقًا Yangtze River Airlines بعد إطلاق خدمات الركاب. يقع مقر الشركة في «برج بنك شنغهاي بودونغ للتنمية» في بودونغ، شنغهاي.

## التاريخ
تأسست في 15 يناير 2003 كشركة نقل البضائع الثانية في البلاد بعد تشاينا كارجو ايرلاينز،  كانت الشركة مملوكة بالأغلبية أتش أن أيه جروب (85٪) خطوط هاينان الجوية (5٪) ومجموعة طيران شنغهاي (10٪). استحوذت شركة الطيران على جميع عمليات الشحن من خطوط هاينان الجوية، وشينخوا إيرلاينز، وتشانغ آن إيرلاينز، وشانشي إيرلاينز، وجميعهم أعضاء في مجموعة هاينان الجوية.
في عام 2006، قامت الشركة بتخصيص 49٪ من أسهمها إلى مجموعة من الشركات بما في ذلك الخطوط الجوية الصينية وشركة يانغ مينج للنقل البحري وخطوط وان هاي وخطوط الصين للحاويات السريعة. أصبحت الخطوط الجوية الصينية أكبر مساهم أجنبي بحصة 25٪.
غيير اسم شركة الطيران إلى خطوط سوبارنا الجوية في 7 يوليو 2017.

## الأماكن
الشحن
تقدمت الخطوط الجوية سوبارنا بطلب للحصول على تصريح لخدمة نوفوسيبيرسك في روسيا، دالاس فورت ورث متروبليكس (تكساس) ولوس أنجلوس في الولايات المتحدة الأمريكية اعتبارًا من صيف 2009، في انتظار موافقة CAAC، كما أنها تخدم بعض الطرق المحلية والآسيوية. من عام 2010 تم تشغيل مطار شنغهاي وتيانجين بينهاى الدولي وبراغ ولوكسمبورغ وشانغهاي ومطار شيفول. اعتبارا من عام 2014 هناك أيضا فرانكفورت هان، مطار تيانجين بينهاى الدولي ومطار شنغهاي بودونغ الدولي.
راكب
في 15 ديسمبر 2015، أطلقت شركة الخطوط سوبارنا رحلات جوية داخلية للركاب تحت اسم المنقح Yangtze River Airlines، من مطار شانغهاي بودنغ الدولي إلى جويانج وسانيا وزوهاي باستخدام طائرة بوينج 737-800 واحدة. كما تم منح الإذن للرحلات الدولية إلى هونج كونج وماكاو وتايوان.

## الأسطول

### الأسطول الحالي
اعتبارًا من يناير 2020 تشغل خطوط سوبارنا الطائرات التلاية:
| بوينغ 737 الجيل القادم | 9  | — | —   | —   | 189 | 189 |  |
| بوينغ 787              | 2  | — | 30  | 36  | 226 | 292 |  |
| أسطول الشحن            |    |   |     |     |     |     |  |
| بوينغ 737 كلاسيك       | 9  | — | شحن | شحن | شحن | شحن |  |
| بوينغ 737              | 1  | — | شحن | شحن | شحن | شحن |  |
| بوينغ 747-400          | 3  | — | شحن | شحن | شحن | شحن |  |
| بوينغ 747-400          | 1  | — | شحن | شحن | شحن | شحن |  |
| المجموع                | 25 | — |     |     |     |     |  |

### الأسطول التاريخي
| الطائرة   | المجموع | سحبت | أدخلت | ملاحظات                      |
| --------- | ------- | ---- | ----- | ---------------------------- |
| بوينغ 787 | 1       | 2017 | 2018  | نقلت إلى خطوط هاينان الجوية. |

## روابط خارجية
- الموقع الرسمي (بالصينية)
- خطوط هاينان الجوية (بالإنجليزية)